# Урса (Олт)
Урса (рум. Ursa) насеље је у Румунији у округу Олт у општини Гарков. Oпштина се налази на надморској висини од 38 m.

## Становништво
Према подацима из 2002. године у насељу је живело 1068 становника, од којих су сви румунске националности.